# Гастон (морской котик)
Гастон — капский морской котик, содержавшийся в Пражском зоопарке с 1991 по 2002 год. Получил широкую известность во время наводнения в Европе в 2002 году, когда Пражский зоопарк оказался затоплен. Гастон был вынесен водой за его пределы и проплыл огромное расстояние по рекам Влтава и Эльба (в Германии), прежде чем был спасён, но затем скончался от истощения.

## Биография животного
Гастон родился на свободе в Южной Африке и впоследствии был пойман. Пражский зоопарк купил его у намибийского торговца в 1991 году, когда возраст Гастона оценивался примерно в один год. Имя «Гастон» ему дала его дрессировщица и селекционер Михаэла Волдржихова. Гастон попал в зоопарк вместе с тремя другими морскими котиками: Барой, Жулинкой и Зофкой. Зофка умер спустя несколько месяцев после прибытия в Прагу; позже вместо него приобрели самку по кличке Мышка. Гастон, Бара, Жулинка и Мышка прожили вместе в зоопарке одиннадцать лет. Если верить рассказам, Гастон отличался весёлым нравом и любил «покрасоваться» перед аудиторией во время регулярных представлений. Став взрослым, он достиг веса почти в 200 килограммов. Спариваясь с Барой и Жулинкой, Гастон стал отцом десяти котиков, одна из которых (Абеба) родилась уже после его смерти. Мышка никогда не имела потомства от Гастона, хотя неоднократно спаривалась с ним.

## Наводнение, гибель и рождение Абебы
Во время наводнения летом 2002 года нижняя часть Пражского зоопарка была залита водой. Гастон и его сородичи оказались зажаты на территории своего корпуса и кружили в воде. Их разделили и вытолкнули из корпуса рухнувшие 12 августа зрительские трибуны. После этого котики пытались отыскать друг друга и своё жилище, но безуспешно. Гастон сначала приплыл в затопленный вольер слонихи, но на следующий день покинул его и начал своё путешествие по реке Влтаве. Хотя его видели во многих местах, поймать его не удавалось. Зоологам у города Усти-над-Лабем удалось накормить его, но не вытащить из воды. 19 августа он был наконец пойман немецкими спасателями в Виттенберге (уже в водах Эльбы), после того как проплыл более 300 миль. Ещё сутки ушли на его перевозку к чешской границе для передачи чешским зоологам, однако Гастон после неожиданно умер — по-видимому, от стресса, усталости и истощения. Холодная вода и временное отсутствие пищи тоже могли сыграть свою роль, хотя проведённое вскрытие не выявило у него никаких повреждений организма. Его возраст на момент смерти оценивался в двенадцать лет. В 2003 году, спустя год после смерти, самка Бара родила щенка, посмертное потомство Гастона. Это была самка, которую назвали Абеба; ныне она живёт в Пражском зоопарке с Барой, Жулинкой и ещё одним потомком Гастона Мелоном.

## Потомство
Всего у Гастона от двух самок (Бары и Жулинки) было десять детёнышей, из которых к 2011 году пятеро оставались в живых: самка Иона, самка Бобина (передана в зоопарк Брно), самка Жулина (передана в зоопарк Вроцлава), самец Мелон и самка Абеба (оставшиеся в Пражском зоопарке).

## Освещение в СМИ
История Гастона ещё до его гибели привлекла огромное внимание чешских, немецких и международных СМИ. О нём писали и сообщали на чешском, немецком и английском языках в BBC, CNN, Deutsche Welle, Hamburger Abendblatt и так далее. Ещё один всплеск интереса со стороны СМИ к нему произошёл год спустя в связи с рождением Абебы, после чего Гастону установили памятник в Пражском зоопарке. Гастона вспоминали также в 2009 году, когда открывали новый комплекс зоопарка для морских котиков, и в 2011 году, когда родила Абеба.

## Культурное влияние

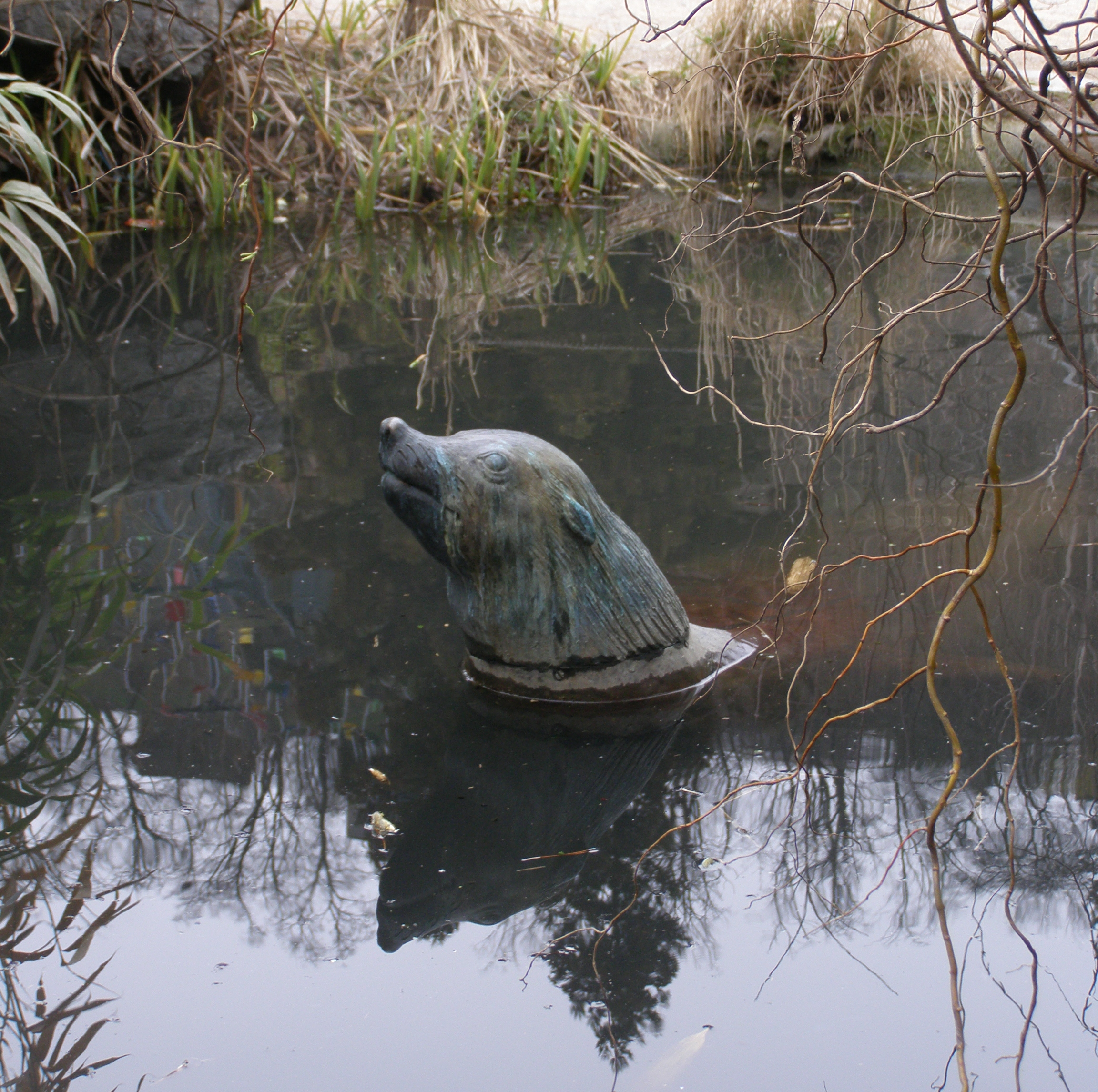
Памятник Гастону в Пражском зоопарке.

Вскоре после наводнения бывшая дрессировщица и смотритель Гастона Михаэла Волдржихова написала книгу Kam plaveš, Gastone, где в художественной форме описала жизнь Гастона. В конце 2003 года о Гастоне была написана книга в Германии под названием Schwimm! Gaston schwimm!. Летом 2004 года на малой сцене Саксонского государственного театра Дрезденской оперы была поставлена опера о побеге Гастона авторства композитора Фрэнка Бёме с либретто Ирен Питч. Опера изображает побег Гастона как стремление к свободе. Осенью 2005 года в Пражском зоопарке была установлена его бронзовая статуя в пруду, создающая впечатление плывущего котика. В конце 2007 года о нём или в том числе о нём были сняты документальные фильмы в Чехии, Италии и США.

## Память
В честь Гастона был назван основанный в 2002 году любительский хоккейный клуб «Гастон Силс», насчитывающий шестнадцать спортсменов. С 2009 года летом проводится плавательный марафон по маршруту Усти-над-Лабем — Дечин, посвящённый памяти Гастона. В 2007—2008 годах в Праге обсуждалось предложение о том, чтобы назвать в честь Гастона участок побережья Влтавы около Трои, что, однако, не было реализовано. В июне 2005 года Пражский зоопарк открыл на своей территории названный в честь Гастона ресторан, построенный на месте разрушенного наводнением палаточного ресторана.